# Белозерская икона Божией Матери
Белозерская икона Божией Матери — икона Богородицы, происходящая из Спасо-Преображенского собора Белозерска.

## Происхождение и датировка
Исследователи Н. В. Перцев, Н. Г. Порфиридов, Ю. Н. Дмитриев, В. И. Антонова датировали икону XII веком. Ю. А. Олсуфьев относил написание иконы к XIII веку, академик В. Н. Лазарев — к первой трети XIII века, В. Г. Пуцко — к 1240-м годам.
Антонова связывала икону с искусством Ростово-Суздальской земли. По мнению Лазарева, икона, скорее всего, была выполнена в Новгороде. 

## История
Икона происходит из древнего собора Василия Великого города Белозерска, основание которого относится к началу XI веку. Позднее она была перенесена в Спасо-Преображенский собор. Икона была вывезена из Спасо-Преображенского собора около 1931 года и раскрыта в 1932–1935 годах реставратором И. Я. Челноковым в Государственном Русском музее в Санкт-Петербурге, где находится и в настоящее время.
В 2012 году художником-реставратором Русского музея Михаилом Бушуевым была сделана копия иконы, которая в настоящее время помещена на месте оригинала.

## Описание
В плане иконографической схемы икона относится к типу Умиление (Елеусы) и представляет как бы промежуточный вариант между иконами «Владимирской» и «Донской», последняя из которых получает распространение на Руси с конца XIV века. По общему характеру живописи икона напоминает произведения греческих мастеров. 
От первоначального серебряного фона иконы почти ничего не осталось. Синий цвет полей несколько видоизменен в позднейшее время. Киноварные нимбы, возможно, переписаны. На основании расчистки можно сделать вывод, что их первоначальный цвет, вероятно, был розово-оранжевый.
В двух медальонах, расположенных в верхних углах представлены изображения обращенных к Богоматери архангелов Михаила и Гавриила. На полях иконы – девятнадцать медальонов меньшего диаметра с изображениями пророков и святых жен.
Некоторые из представленных в медальонах святых были опознаны по колончатым надписям на фоне, текстам на свитках и характеру одежды, а именно: на верхнем поле: 2-й — Аарон или Гедеон, 3-й — Иоанн Предтеча; на левом поле: 1-й — пророк Исаия, 2-й — Давид, 4-й — пророк Иезекииль, 5-й — пророк Илия; на правом поле: 1-й — пророк Иеремия, 2-й — пророк Самуил, 4-й — пророк Нафан, 5-й — пророк Елисей; на нижнем поле — святые жены Параскева Пятница (в центре), Варвара и Екатерина.   